# Zanokcica serpentynowa
Zanokcica serpentynowa (Asplenium adulterinum Milde) – gatunek paproci z rodziny zanokcicowatych. Endemit środkowoeuropejski. Najrzadsza zanokcica we florze Polski. Występuje najczęściej na Dolnym Śląsku, głównie na Przedgórzu Sudeckim, w Masywie Ślęży w Górach Sowich, w okolicy Pieszyc, w Masywie Śnieżnika na Żmijowcu oraz spotykana jest dość rzadko w górach wysokich.

## Morfologia
PokrójRoślina trwała o wysokości do 25 cm. Tworzy luźne kępy.
LiściePojedynczo złożone, pierzaste, blaszka liściowa ma do 30 odcinków liściowych po jednej stronie, ustawionych naprzeciwlegle. Są one wachlarzowate, o brzegu karbowanym. Ogonek liściowy brunatny, często czarniawy, z czerwonawym odcieniem, dość sztywny, lecz kruchy. Górna część osadki zielona i miękka.
KłączeKruche, krótkie, wzniesione i rozgałęzione.
ZarodnieKupki zarodni tworzą się na wszystkich liściach.

## Biologia i ekologia
BiotopRośnie prawie wyłącznie na skałach serpentynitowych, gdzie porasta szczeliny skalne.
GenetykaZawiera 144 chromosomy.
FitosocjologiaGatunek charakterystyczny rzędu Androsacetalia vandellii.

## Zmienność
Gatunek jest mieszańcem diploidalnych paproci zanokcicy skalnej (Asplenium trichomanes) i zanokcicy zielonej (Asplenium viride), łączącym cechy obu gatunków rodzicielskich. Wydaje jednak zdolne do kiełkowania zarodniki, stając się odrębnym gatunkiem.  

## Zagrożenia i ochrona
Roślina objęta w Polsce ścisłą ochroną gatunkową od 2004 roku. 
Kategorie zagrożenia gatunku:
- Kategoria zagrożenia w Polsce według Czerwonej listy roślin i grzybów Polski (2006)[7]: E (wymierający, krytycznie zagrożony); 2016: EN (zagrożony)[8]
- Kategoria zagrożenia w Polsce według Polskiej Czerwonej Księgi Roślin: EN (endangered),  zagrożony[9].
- Zanokcica serpentynowa wpisana jest na światową listę gatunków roślin zagrożonych.